# 清水みおり
清水 みおり（しみず　みおり、1973年 - ）は、日本の切り絵作家。日仏現代美術協会会員、豊島区切り絵教室講師。
伝統的な切り絵の技法にパソコンの技術を取り入れた「新しい技法の切り絵作家」として活躍中。
- 様々なカラーペーパーをインクジェットプリンタで加色し、作品の構成パーツを作成。
- 構成パーツを重ね合わせ、作品として形成
- 一度重ね合わせたパーツをイメージスキャナにて読み込み、パソコン上で色彩加工し再度出力、紙片としてパーツを作成
- 多層アクリルボードに立体的に貼り合わせる、もしくはパネルに何重にも重ね合わせ立体的な作品に仕上げる。

## 画歴
- 1991年8月 - 二科展デザイン部 - 準入選 - （公募初出品）
- 1992年–1995年 - デザイン事務所勤務
  - 近畿日本ツーリスト - 南太平洋の旅行パンフレットで初めて切り絵によるイラストを制作。退社後制作活動を始める。
- 1999年8月 - 二科展デザイン部 - 準入選
- 1999年9月 - 福井県 - ゆり創作展 - 入選
- 2002年9月 - 福井県 - ゆり創作展 - 最優秀賞 - 入賞
- 2002年11月 -  サロンブラン美術協会展（日仏現代美術協会展）入選
- 2003年1月 -   サロンブラン美術協会 - 準会員となる
- 2003年6月 -   福井県 - ゆり創作展 - 入選
- 2003年11月 -  サロンブラン美術協会展 - 入選
- 2004年1月 - サロンブラン美術協会 - 正会員となる
- 2004年4月 - サロンブラン美術協会展 - 春季展入選
- 2004年9月 - ユザワヤ創作展佳作 - 入選
- 2004年10月 -  福井県福井市 - フェニックスプラザ - タペストリーデザイン公募 佳作 - 入選
- 2004年11月 - サロンブラン美術協会展 - 入選
- 2005年4月 -  サロンブラン美術協会展 - 春季展 - 入選
- 2005年11月 - サロンブラン美術協会展 - 品川区長賞 - 受賞
- 2006年4月 -  サロンブラン美術協会展 - 春季展 - 入選
- 2006年11月 - サロンブラン美術協会展 - 入選
- 2007年4月 -  サロンブラン美術協会展 - 春季展 - 入選
- 2007年8月 -  サロンブラン美術協会展 - 入選
- 2008年8月 - サロンブラン美術協会展 - サロンブラン賞 - 受賞

## その他活動
- 2007年より - 切り絵の個人レッスンを始める。
- 2007年11月にはNPOファミリーハウスにて切り絵教室（ボランティア）開催
- 2008年 清水みおりの切り絵を - mioleaf  と命名
  - 名づけ親は - 絵本翻訳家 - みらいなな先生。代表作“葉っぱのフレディ”
- 2009年3月 - 財団法人 - としま未来文化財団 - 千早地域文化創造館 - にて切り絵教室開催。
- 2009年4月 - シンガーソングライター - 朝野純（あさのじゅん） のアルバム“Still Waters”のジャケットでコラボレーション。
- 2009年12月より - 銀座千疋屋 - 2階パーラーにて作品を展示公開。 -

## 主な作品
- 「鳳凰」
- 「牡丹」